# 哀江南赋
《哀江南赋》是南北朝庾信所作的辭賦，抒發他的去國之悲與鄉關之思。因在一赋之间写尽了梁之兴亡治乱，该赋也被称为赋史。

## 寫作背景
侯景作亂後，梁朝偏安江陵，庾信亦奔隨而效力朝廷，聘於西魏，值西魏南侵，庾信滯留長安不得歸；江陵既陷，庾信仕於西魏，後亦仕於北周。
周帝雅好文學，庾信特蒙恩禮，與諸王亦多所周旋款洽。北周、陳朝通好，南北流寓之士許還舊國，周帝愛惜庾信而不遣。庾信雖位望通顯，常有鄉關之思，乃作《哀江南賦》以致其意。
陳寅恪考証《哀江南赋》作成之时間，應在周武帝宣政元年十二月。

## 主旨
《哀江南賦》主旨是哀梁朝之亡，抒鄉關之思。「哀江南」的題意正是哀梁之亡，取自楚辭「招魂」：「目極千里兮傷春心，魂兮歸來哀江南。」建業、江陵都是江南之地，故以此為題，而哀梁之亡。
《哀江南赋》赋前自序“年始二毛，即逢丧乱，藐是流离，至于暮齿”，作者伤悼梁朝灭亡和哀叹个人身世，“追为此赋，聊以记言，不无危若之词，惟以悲哀为主。”，以其独特格局，陈述梁朝的成败兴亡、梁朝腐朽无能，抨击梁元帝“沈猜则方逞其欲，藏疾则自矜于己，天下之事没焉，诸侯之心摇矣”，以致侯景之乱和江陵之祸的前因后果。文字真实、凄惋而深刻。其格律严整而略带疏放，文笔流畅而亲切感人， 并如实地记录了历史的真相，有“赋史”之称。
倪璠評價：“子山北地羁臣，南朝才子，若令早还梁使，依然英蔺之名，不伐江陵，永仕中兴之国，遇合乃所愿焉，文章蔑云进矣。所以屈原宋玉，意本牢愁，苏武李陵，情由哀怨，《哀江南》一篇，可以知其工矣。”全文用典繁富, 且融化无痕, 正用反用,炉火纯青, 真大家手笔。

## 評論
- 田曉菲：「庾信是一個很複雜的人，終其一生似乎都被負疚感、悔恨、羞恥和思鄉情緒所折磨。這不僅在他的鴻篇巨製〈哀江南賦〉中有所反映，而且也可以從其他篇幅短小的詩歌中見出端倪。在庾信晚年最後寫下的詩篇裡，他預見了南朝的覆滅，沒有自我欺騙，也沒有任何自我安慰。……庾信也許終生都為西元548年12月9日他在建康秦淮河邊，面對侯景軍隊時表現出來的怯懦感到羞恥，但我們卻應該感謝他，假若庾信那一天沒有掉頭逃跑，我們就會失去最好的歷史見證人之一。他作為倖存者的記述使我們在千載之下得以了解在天翻地覆的巨變中，一個人的個體際遇、心態與感情。」[3]
- 祁立峰：「我覺得再怎麼偏安飄盪、危如累卵的最壞時代，總是有這樣的記錄者，他們危顫顫、靈巧巧替我們寫下來這些作品。即便批踢踢怎麼戰文組理組，鄉民如何定位文學之毫無意義，但正因為有這些文學作品，我們才讀懂他們那一代人是什麼模樣，也因此才讀懂我們這一代人終將是什麼模樣。」 [4]